# Pilodeudorix zelomima
Pilodeudorix zelomima is een vlinder uit de familie van de Lycaenidae. De wetenschappelijke naam van de soort is voor het eerst gepubliceerd in 1919 door Hans Rebel.

## Verspreiding
De soort komt voor in Congo-Kinshasa, Zuidwest-Oeganda, Rwanda, Burundi, Tanzania en Zambia.

## Habitat
Het habitat bestaat uit bergbossen en bosranden. In Tanzania komt deze soort voor op een hoogte variërend van 1200 tot 2140 meter.

## Ondersoorten
- Pilodeudorix zelomina zelomina (Rebel, 1914) (Congo-Kinshasa, Oeganda, Rwanda, Burundi, Tanzania, Zambia)
- Pilodeudorix zelomina rodgersi (Kielland, 1985) (Noordoost-Tanzania)
  - = Deudorix (Pilodeudorix) rodgersi Kielland, 1985